# 小行星8847
小行星8847（英語：8847 Huch）是一颗围绕太阳公转的小行星。1990年10月12日，佛蒙特·伯根、卢茨·D·施耐德在陶腾堡发现了此天体。
这颗小行星的绝对星等为57.52841194809734等。